# The Golden Years (EP)
The Golden Years es un EP en directo de la banda de heavy metal británica Motörhead. Fue lanzado después del éxito del álbum Bomber, llegando al No. 8 de las listas del Reino Unido en mayo de 1980.
El álbum recibió poca radiodifusión, ya que las emisoras de radio decían que la mezcla hacía la voz inaudible, así que, después de remezclar, un sencillo de 7", salió para su radiodifusión con "Leaving Here" en la Cara A y "Stone Dead Forever" en la Cara B. Aun con la poca respuesta de las radios, la banda consiguió salir en el programa de la BBC, Top of the Pops, para su promoción el 1 de mayo.
Este EP actualmente está disponible en las pistas adicionales de Bomber, y "Leaving Here" está incluido en el álbum recopilatorio No Remorse.

## Lista de canciones
1. "Leaving Here" (Brian Holland, Lamont Dozier, Edward Holland)
2. "Stone Dead Forever" (Ian Kilmister, Eddie Clarke, Phil Taylor)
3. "Dead Men Tell No Tales" (Kilmister, Clarke, Taylor)
4. "Too Late, Too Late" (Kilmister, Clarke, Taylor)